# Siège de Fès (1672-1673)
Pour les articles homonymes, voir Bataille de Fès.
Le siège de Fès est un siège qui a lieu entre 1672-1673, et oppose l'armée du sultan Moulay Ismaïl ben Chérif, aux gens de Fès (Ahl Fas), qui se sont révoltés et contrôlent désormais la ville de Fès. Moulay Ismaïl en reprend entièrement le contrôle le 28 octobre 1673.

## Sources

### Sources bibliographiques
1. ↑  al-Nasiri 1906, p. 62

### Francophone
- Ahmed ben Khâled Ennâsiri Esslâoui. (trad. de l'arabe par Eugène Fumet), Kitâb Elistiqsâ li-Akhbâri doual Elmâgrib Elaqsâ [« Le livre de la recherche approfondie des événements des dynasties de l'extrême Magrib »], vol. IX : Chronique de la dynastie alaouie au Maroc, Paris, Ernest Leroux, coll. « Archives marocaines », 1906 (lire en ligne)